# Pollex palopoi
Pollex palopoi là một loài bướm đêm thuộc họ Erebidae. Loài này có ở Sulawesi.
Sải cánh dài khoảng 12 mm. Cánh trước hẹp và màu nâu sáng. Cánh dưới màu nâu đậm đồng nhất. 